# Laveranues Coles
Laveranues Leon Coles (29 de Dezembro, 1977 em Jacksonville, Flórida) é um ex-jogador de futebol americano que jogou como wide receiver na National Football League. Foi escolhido no Draft de 2000 pelo New York Jets. Jogou futebol americano universitário pelo Universidade do Estado da Flórida. Coles também já jogou pelo Washington Redskins.